# 마리카 뢰크
마리카 뢰크(Marika Rökk, 1913년 11월 3일 ~ 2004년 5월 16일)는 이집트에서 태어난 가수, 댄서, 배우이다.